# ロベール・バダンテール

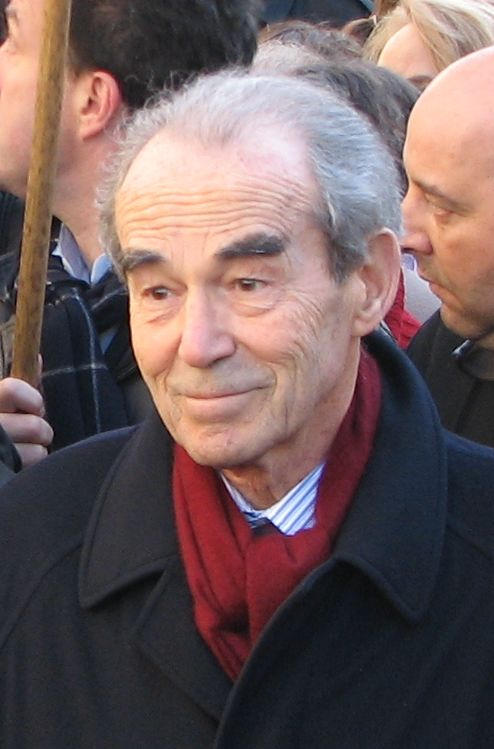
2007年2月3日パリで行われた死刑反対デモに参加するロベール・バダンテール

ロベール・バダンテール（Robert Badinter、1928年3月30日 - 2024年2月8日または2月9日）は、フランスの法律家、弁護士、政治家、随筆家。フランス社会党所属。フランソワ・ミッテラン大統領の下で、司法大臣として死刑を廃止したことで知られる。1995年より、パリ西郊オー＝ド＝セーヌ県選出の上院（元老院）議員。

## 略歴
パリ16区生まれ。ユダヤ系の父親は、アントン作戦以後の1943年2月9日、ヴィシー政権下のリヨンでゲシュタポにより捕われ、ドランシー収容所からポーランドのソビボル強制収容所に送られ亡くなった。
1943年3月から1944年8月までリヨン南東シャンベリ近郊のコナン (Cognin en périphérie de Chambéry) に逃れた。
第二次世界大戦後、パリ大学の文学部を1947年に、同法学部を1948年に卒業後、フランス政府から奨学金を得てアメリカで勉学を続け、1949年にコロンビア大学文学修士号を取得した。
私生活では、映画「シェルブールの雨傘」にも出演した女優のアンヌ・ヴェルノンと1957年に結婚したが、1965年に離婚。翌1966年、現在の夫人である、フェミニストで作家のエリザベット・バダンテール と結婚した。
1981年、社会党のフランソワ・ミッテランが大統領に当選すると法相に任命され、議会に死刑廃止法案を提出した。当時、フランスの世論は必ずしも死刑廃止を求めていたわけではなかったが、死刑廃止を自己の信念としていたミッテランの強い後押しもあり、1981年9月30日死刑廃止法案は可決された。バダンテールは1986年2月18日まで法相を務めた。
死刑廃止について、バダンテールは「殺してはならないということを教えるためには、まず国家が死刑を廃止するべき」「自分は何人かの死刑囚に会ったが、ある死刑囚が『私は以前、ある凶悪犯の死刑賛成のデモに参加した。この私が今や死刑囚だ』と告白した。このことから死刑に犯罪抑止力はない」と主張し、国民を説得した（以上は1992年発行、文藝春秋『日本の論点』団藤重光の論文「死刑に犯罪抑止力なし」による）。
1986年、憲法評議会議長（憲法院院長）に就任する。1995年、オー＝ド＝セーヌ県から上院（元老院）議員に選出される。また、この間、1991年には欧州連合理事会旧ユーゴスラビア和平委員会調停委員会（Arbitration Commission of the Peace Conference on the former Yugoslavia、バダンテール委員会）の委員長や、欧州司法裁判所長官などを歴任した。
同性愛者間関係や未成年者間関係に関する刑法典の罰則規定の削除や変更のほか、死刑廃止に関しては、その後も精力的な活動を続け、死刑廃止世界大会でアメリカ合衆国と中華人民共和国における死刑制度存続を批判しているほか、2023年にはTBSテレビ・ジャパン・ニュース・ネットワーク（JNN）との会見に応じ、我が国・日本で死刑制度が続けられていることについても「恥じするべきことだ」と非難し、「生きる権利は人間にとって一番大切な権利なのです。世界中が日本を素晴らしい文明国だと認めています。その日本が（死刑制度を）続けることは恥ずべきことです。日本の政治家は意気地なしです。もう少し勇気をもってもらいたい」と説いた。また、トルコのEU加盟には反対している。
2024年2月8日の夜から2月9日の朝の間に死去。95歳没。

## 著書
- L'exécution (1973年), about the trial of Claude Buffet and Roger Bontems
- Condorcet, 1743-1794 (1988年), co-authored with Élisabeth Badinter.
- Une autre justice (1989年)
- Libres et égaux : L'émancipation des Juifs (1789-1791) (1989年)
- La prison républicaine, 1871-1914 (1992年)
- C.3.3 - Oscar Wilde ou l'injustice (1995年)
- Un antisémitisme ordinaire (1997年)
- L'abolition (2000年), recounting his fight for the abolition of the death penalty in France
- Une constitution européenne (2002年)
- Le rôle du juge dans la société moderne (2003年)
- Contre la peine de mort (2006年)